# هالة هرتصوغ
هالة هرتصوغ (بالعبرية: אורה הרצוג‏) (و. 1928 – 2022 م) هي كاتبة من إسرائيل ولدت في مصر.

## التعليم
تعلمت في جامعة ويتواترسراند.